# Émilie Lerou
Émilie Lerou, née le 10 avril 1855 à Penne-d'Agenais et morte le 10 février 1935 à Valence-d’Agen, est une écrivaine et comédienne française.
Tragédienne en avance sur son temps, son roman de théosophie religieuse Hiesous lui a valu d’être proposée par Jules Claretie pour le prix Nobel 1904.

## Biographie
Lerou a grandi à Genève, où ses parents tenaient une pension de famille. Sa vocation s’éveille en entendant Ernesto Rossi. Conquise par le naturel du jeu de cet acteur, elle commence ses études au Conservatoire de Genève, avant de partir pour Paris et, grâce à une petite pension que lui envoient ses parents, elle s’installe dans un modeste hôtel, près du Conservatoire. Admise dans la classe de Delaunay, elle recherche le geste sobre et vrai, la diction juste et simple, observant, analysant, son intelligence secondée par une grande puissance d’émotion.
Lorsqu’Émile Perrin, l’administrateur de la Comédie-Française, qui se battait pour ressusciter le répertoire, apprend qu’une jeune tragédienne interprète, au Conservatoire, les chefs-d’œuvre classiques d’une façon personnelle, il vient l’entendre, et l’engage, dès qu’elle a obtenu son premier prix. Entrée dans la Maison de Molière, en 1880, elle débute dans Athalie, le 27 aout 1880. Elle est ensuite Agrippine, puis Jocaste, en 1881. Comprenant qu’elle est capable de revitaliser la tragédie languissante, Perrin l’encourage, la soutient dans son évocation des héroïnes puissantes et farouches de la tragédie, passant de longues heures à étudier un rôle avec elle.
Tragédienne née, attachée aux grands classiques, et passionnément et uniquement dévouée à son art, Lerou est entrée dans la maison de Molière à un moment où une pléiade d'interprètes comme Mounet-Sully, son frère Paul, Maubant, Laroche, Albert Lambert fils, mettaient en œuvre une interprétation des tragédies transformées en nobles cantates, où le héros est une sorte de ténor, attentif à la beauté musicale du poème qu’il récite, veille sur ses attitudes, tandis que Lerou est plus soucieuse de vérité, pensant le texte avant de le jouer.
Les critiques ne sont pas tendres pour la débutante. Insensible à ses audacieuses tentatives pour amener la tragédie vers plus de réalisme, Francisque Sarcey s’irrite contre son visage, lui reproche de manquer de noblesse. Jules Claretie, qui devient administrateur du Théâtre-Français, à la mort de Perrin, fin 1885, aimait cette pensionnaire qui le laissait en repos, qui ne lui demandait ni faveurs ni rôles. En dépit de l’extrême bienveillance qu'il lui a témoignée, il ne ressentait sans doute pas pour son talent une aussi vive admiration que son prédécesseur. Son emploi de tragédienne la voue à ne jouer que peu, le répertoire moderne faisant valoir plus avantageusement les artistes, lui était à peu près fermé. Aussi n’a-t-elle fait presque pas créé de rôles. Parmi ceux où elle a été surtout remarquée, on distingue Hermione, Jocaste d’Œdipe, son plus grand succès, Œnone, Agrippine, Sabine d’Horace, et Sarah Mathison de Patrie.
D’humeur paisible, de caractère fier et d’âme noble, Lerou n’avait point la souplesse et l’entregent déjà indispensables à l’époque pour atteindre le sociétariat. La situation qu’elle occupait était cependant appréciable et son interprétation de la Jocaste d'Œdipe, à l’apogée de sa carrière, lui a permis d’atteindre, entre Mounet-Sully et Maubant, au sommet de l’art tragique. Elle a réussi dans Agrippine et Athalie, laissant à son départ un vide qui n’a pas toujours été comblé. Sa théorie du jeu la place en porte-à-faux vis-à-vis de ses collègues, qui lui refusent le statut de sociétaire.
En 1887, très impressionné par son talent, l’inventeur de la mise en scène moderne André Antoine réussit, grâce à l’entremise d’Émile Zola et à l’obligeance de Claretie, à obtenir son concours pour jouer dans le drame Tout pour l’honneur d’Henry Céard tiré par de la nouvelle le Capitaine Burle de Zola, au Théâtre-Libre, qui était alors le théâtre expérimental du naturalisme dramatique. Lerou remporte, aux côtés d’Henry Mayer, un triomphe dans le rôle de Madame Burle, sur la petite scène de Montparnasse.
En 1888, elle reprend son rôle de Jocaste, aux côtés de Mounet-Sully, au théâtre antique d'Orange mais, lassée de paraitre rarement sur la scène, se sentant, comme tant d’autres « barrée » dans son avenir, elle quitte la Comédie-Française pour passer au théâtre de l’Ambigu, où elle triomphe dans la Porteuse de pain. Connaissant enfin le grand succès populaire, elle porte le travesti de Jack Sheppard avec crânerie, comme elle a porté le travesti d’Hamlet, dans une tournée longuement applaudie. Entrevoyant le parti qu’il pouvait tirer de cette interprète, Émile Rochard essaie de l’attirer au Porte-Saint-Martin, mais elle va rejoindre Paul Porel à l’Odéon. Sous sa direction, elle incarne Lady Macbeth, Clytemnestre dans les Érinnyes de Leconte de Lisle, Cléopâtre, de Rodogune, Athalie…

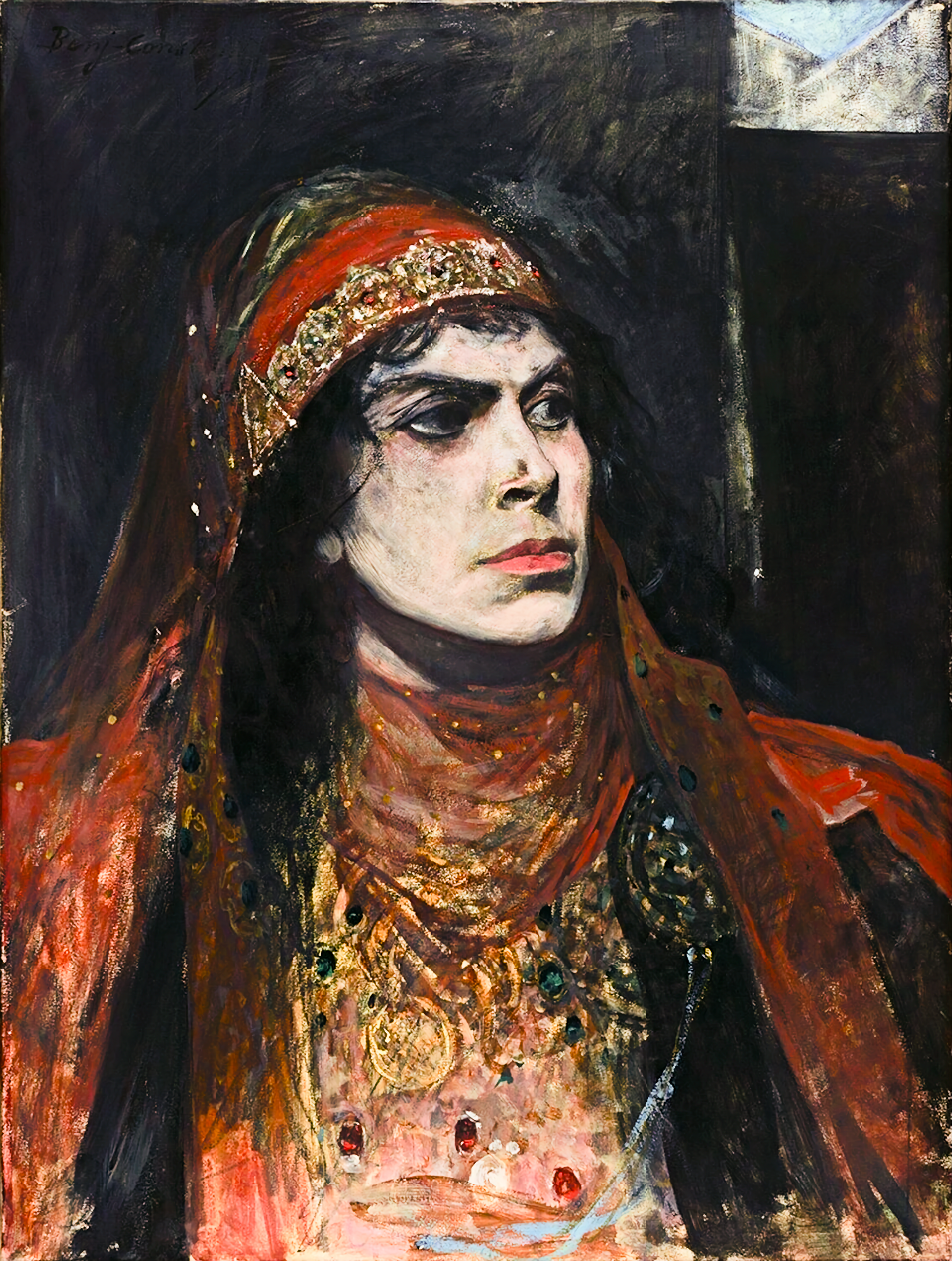
Portrait de Mademoiselle Émilie Lerou dans le rôle d'Athalie de Benjamin-Constant.

En 1892, n’ayant pas été retenue par les successeurs de Porel parti créer le Grand-Théâtre, Émile Marck et Émile Desbeaux, son ancien détracteur Francisque Sarcey intervient pour la faire rentrer, le 2 aout 1892, à la Comédie-Française, où elle restera pendant plus de dix années encore. À nouveau, elle lutte pour faire triompher ses conceptions dramatiques, jusqu'à entrer en conflit avec Mounet-Sully, avec qui elle n'est pas d’accord sur l’interprétation des tragédies, et à qui l’opposera une scène violente. Malgré ses efforts, elle joue à une époque qui voit, coup sur coup,les brillants débuts de Jeanne Delvair, le retour de Segond-Weber, l’engagement de Louise Silvain. Ces tragédiennes douées d’un rare et incomparable éclat lui font une concurrence exceptionnelle. Malgré son mérite, le sociétariat lui échappe à nouveau.
Trop souvent réduite à l’emploi de confidente, ou à des reprises des rôles d’Agrippine et de Jocaste, elle se détermine à se retirer et annonce son départ à Jules Claretie, qui obtient néanmoins du comité une pension, qui n'y était pas obligé, même si la somme est dérisoire, pour avoir consacré vingt ans de sa vie à la Comédie-Française. Le 24 septembre 1902, elle joue pour la dernière fois, le rôle de Marie-Anne dans le Flibustier. À l'occasion du bicentenaire de la mort de Racine, en reprenant le rôle d’Agrippine, à l’Odéon, dans un décor qui n’était pas conventionnel, elle avait néanmoins eu la satisfaction de voir que les idées pour lesquelles elle avait lutté sont en marche, et les théories qu’elle avait défendues commencer à être mises en pratique. À la même époque, à la Comédie-Française même, Eugène Silvain opposait à Mounet-Sully un souci de réalité apprécié du public, tandis qu'à l’Odéon, André Antoine s'appliquait à rendre plus intimes et plus humains les chefs-d’œuvre du XVIIe siècle.
Le 1er juillet 1903, elle est nommée professeur de diction et de déclamation au Conservatoire de Genève, où jadis elle avait fait ses études. Son contrat spécifie que, chaque année, la direction du Conservatoire lui accordera un congé d’un mois et à son gré, en vue une tournée artistique. Possédant une culture rare dans sa profession, elle a écrit, dans les moment de loisir que lui laissait le théâtre, un roman théosophique intitulé Hiésous, d’abord paru dans la Nouvelle Revue, sous la signature de « Pierre Nahor ». Paru chez Ollendorff en 1900, ce pseudonyme figure encore sur la couverture du volume, mais on lit, entre parenthèses, le nom d'Émilie Lerou. Hiésous entreprend d’appliquer la raison à l’interprétation des religions, en faisant de Jésus un hypnotiseur et un spirite. Un éminent brahmane indien possédant une importante propriété à Nazareth a emmené Jésus en Égypte, où il lui a enseigné la philosophie indienne ainsi que l'hypnotisme. En guérissant Marie-Madeleine, une courtisane distinguée de Tibériade, Jésus a acquis une grande emprise sur des dames riches et pieuses, qui lui envoyaient des paniers de nourriture que ses disciples distribuaient aux gens. Lorsque Jésus a appris que les prêtres avaient décidé sa mort, il a fait promettre au chef des Esséniens, son ami Joseph d'Arimathie, de le descendre de la croix le plus tôt possible et de le mettre au tombeau sans autre témoin. Entré en transe cataleptique pendant qu'il était en croix, de sorte qu'il semblait mort, il a rapidement été descendu, revenir à la vie dans le tombeau. Apparu plusieurs fois à ses disciples, mais gravement blessé, il s’est trainé jusqu'à Nazareth, où il est mort à la porte de son maître brahmane venu de l'Inde.
Anatole France, familier de son petit appartement de la rue de Fleurus, où de grands écrivains et des penseurs profonds ont passé de longues heures, a été très favorable à cet ouvrage, dont la préface a néanmoins été écrite par Marcel Schwob, autre familier de son salon. D’abord passé presque inaperçu à Paris. Ce livre hardi et troublant a suscité la curiosité, en Italie et en Allemagne, où le fait religieux était plus prégnant . La notoriété du roman survient à l’occasion de sa mise mise à l'Index, qui créée une demande dont la satisfaction exige la mise en œuvre d’une nouvelle édition, rapidement épuisée. La nomination par Jules Claretie d’Émilie Lerou pour le prix Nobel fait d’elle la seconde femme à être ainsi distinguée.
En 1903, elle sort un roman de souvenirs de théâtre intitulé Sous le Masque (une Vie au théâtre), qui raconte l’histoire d’une jeune Russe dévorée de la passion dramatique, qui passe par le Conservatoire, où elle obtient le décevant prix de tragédie, et qui, après avoir erré à travers les déceptions, va s’échouer en province, pour y terminer sa carrière par un prosaïque mariage. La description de la carrière pleine d’embûches et de triomphes, de rivalités et de l’héroïne Vera, sous laquelle se devine l’autrice, est une vivante représentation de la vie théâtrale d'avant-guerre. L’intérêt pour l'Histoire théâtrale de ce document plein d’anecdotes des milieux de théâtre d’avant guerre réside, entre autres, dans les notes sur le Conservatoire et le Théâtre Français. Réédités en 1935, elle travaillait encore à corriger les épreuves de la version définitive, la veille même de sa mort.
Non seulement lettrée, mais également ouverte à tous les arts, elle avait formé une collection remarquable de tableaux et bibelots qui ont été vendus par elle, lorsqu’elle s’est retirée dans sa contrée natale, et où ont eu lieu ses obsèques.

## Autoportrait
« Une grande fille maigre, habillée de noir, avec un immense voile de deuil tout autour de son chapeau noué en gros nœud bouffant sous le menton. Un visage pâle au teint bilieux, rien d’agréable dans les traits bizarres ; au contraire, une bouche trop grande et des yeux extraordinaires, non pas parce qu’ils sont plus beaux ou plus grands que la plupart des yeux noirs, mais parce qu’ils neutralisent toute la force du visage par leur étrangeté et leur diversité. »

## Publications
- Hiésous (préf. Marcel Schwob), Paris, Paul Ollendorff, 1903, xi-360, in-18 (OCLC 493438780, lire en ligne sur Gallica).
- Sous le masque : une vie au théâtre, Paris, Félix Juven, 1935, 2e éd., 250 p., in-16 (OCLC 654461169, lire en ligne).